# Le Rêve d'Amérique
Le Rêve d’Amérique est un album de bande dessinée de Daniel Bardet et Éric Arnoux, le tome 1 de la série Timon des Blés.

## Fiche technique
- Scénariste : Daniel Bardet
- Dessinateur : Éric Arnoux
- Mise en couleurs : Martine Gemignani
- Année de première publication : 1986
- Éditeur : Glénat / collection Vécu
- Nombre de planches : 46
- (ISBN 2-7234-0640-7)

## Synopsis
1778 en Normandie, Timon (enfant naturel d'un comte) et Florent sont contraints de quitter leur campagne et arrivent à Paris où ils se complaisent dans la société des libertins et des philosophes. Florent trempe dans une sombre histoire qui va lui être fatale.
Pour sa sécurité, Timon s’enfuit vers Brest afin de réaliser son rêve d’Amérique. Non sans mal, il réussit à s’embarquer clandestinement sur un vaisseau de la Royale. Louis XVI a décidé d’intervenir dans le conflit du Nouveau Monde et d’aider les Insurgents.

## Commentaires
Bardet est connu pour ses talents de scénariste de bande dessinée historique (Les Chemins de Malefosse, Chroniques de la Maison Le Quéant), il s’associe à Éric Arnoux pour le premier album d’une série qui en compte huit. L’époque choisie ici est le dernier quart du XVIIIe siècle.

## Lieux
L’album s’ouvre sur la campagne normande, après diverses péripéties, Timon se retrouve à Brest, cherchant un embarquement pour les Amériques.
- Normandie
- Paris
  - notamment le Palais-Royal
- le Château de Versailles
- Brest

## Référence bibliographique
- Patrick Gaumer & Claude Moliterni, Dictionnaire mondial de la Bande Dessinée, Éditions Larousse, Paris, 1994,  (ISBN 2-03-523510-3).